# Alaya Brigui
Alaya Brigui, né le 1er janvier 1992 à Sousse, est un footballeur tunisien.
Il évolue au poste d'ailier droit entre 2011 et 2024.

## Palmarès
- Vainqueur du championnat de Tunisie : 2016 et 2023
- Vainqueur de la coupe de Tunisie : 2012, 2014 et 2015
- Vainqueur de la coupe de la confédération : 2015
- Vainqueur de la coupe arabe des clubs champions : 2019
- Finaliste de la coupe de Tunisie en 2011, 2018 et 2019
- Finaliste de la Supercoupe de la CAF en 2016